# College World Series
Il College World Series o CWS, ufficialmente NCAA Men's College World Series (MCWS), è un torneo di baseball tra squadre di studenti universitari che si svolge dal 1947 a Omaha, in Nebraska. Questa competizione ha luogo nel mese di giugno.

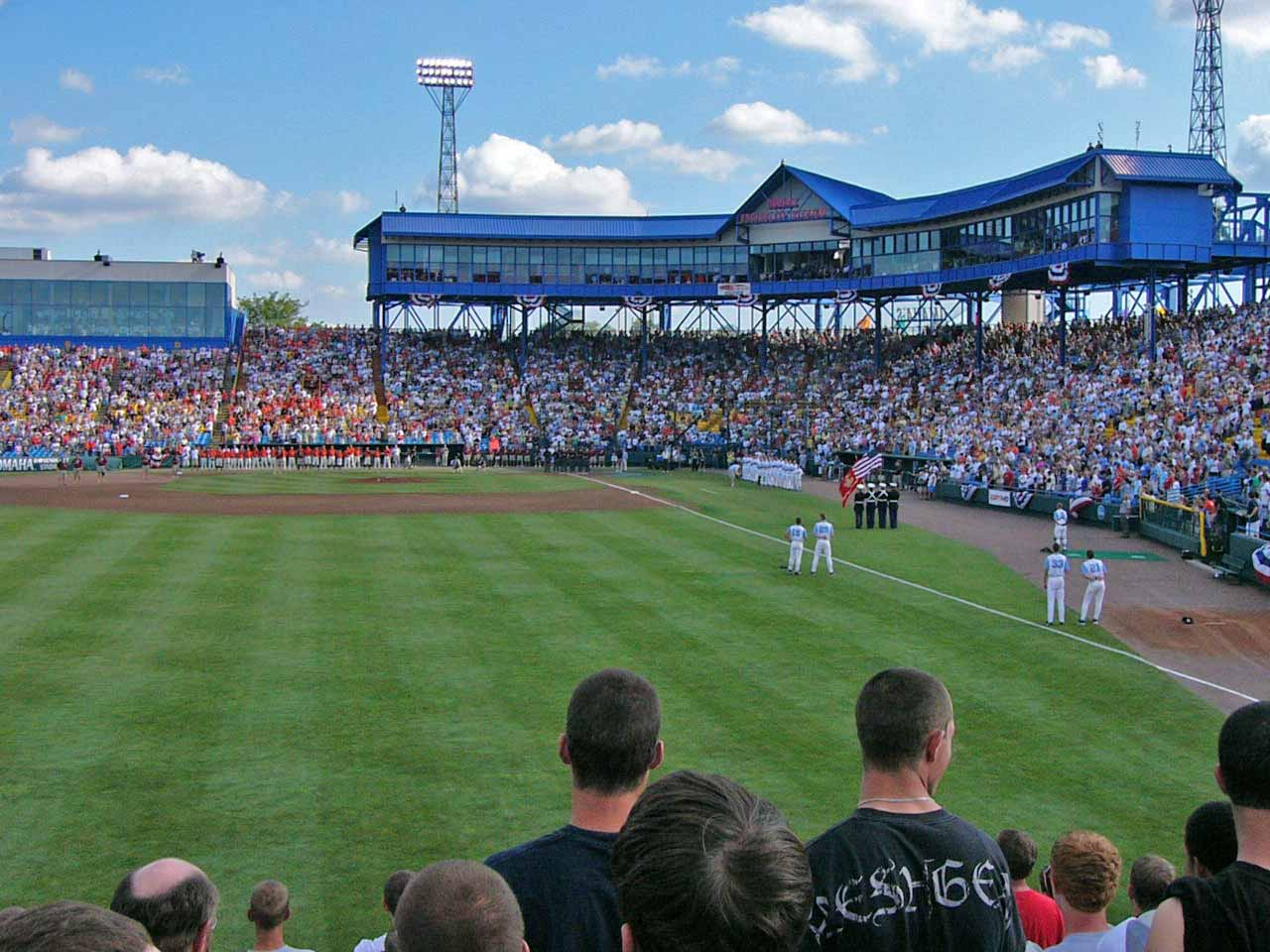
Immagine del campionato del 2006.